# Джон Картер з Марса (колекція)
«Джон Картер з Марса» — одинадцята й остання книга в серії про Барсум американського письменника Едгара Райса Берроуза. Це не роман, а збірка двох оповідань Джона Картера з Марса .
Перше оповідання було спочатку опубліковано в 1940 році у Вітман як краща маленька книжка під назвою Джон Картер з Марса. Хоча її приписують Едгару Райсу Берроузу, вона була написана (та проілюстрована) його сином Джоном Коулманом Берроузом , а пізніше була розширена та повторно опублікована в січневому випуску Amazing Stories у 1941 році під назвою «Джон Картер і велетень з Марса».", під такою назвою він іде в збірці. 
Друга історія, «Люди-скелети Юптера», була вперше опублікована в Amazing Stories у 1943 році. Задуманий як перший у серії новел, які пізніше будуть зібрані у формі книги, за зразком Ллани з Гатола, він закінчується невирішеним сюжетом, а заплановані продовження так і не були написані. Декілька інших письменників написали кінцівки для історії. 
Перше видання Джона Картера з Марса (назва, яку Берроуз ніколи не використовував для жодної книги з серії про Барсум) було опубліковано в 1964 році Canaveral Press, через чотирнадцять років після його смерті.

Обкладинка "Better Little Book" Джона Картера з Марса.

## Рецепція
Цю книгу не дуже цінують шанувальники серіалу про Барсум, і її зазвичай вважають чимось на кшталт запізнілої думки. Однак у книзі Майстер пригод: Світи Едгара Райса Берроуза Річард А. Лупофф, редактор видання Джона Картера з Марса Canaveral Press 1964 року, пише, що вона цікава своїм контрастом між «справжнім» Берроузом «Люди-скелети Юпітера» та «ерзацом» Берроуза («Джон Картер і велетень з Марса »).

## Авторське право
Термін дії авторських прав на цю книгу в Австралії минув, і вона тепер є суспільним надбанням . Текст доступний через Project Gutenberg Australia .

## Список літератури

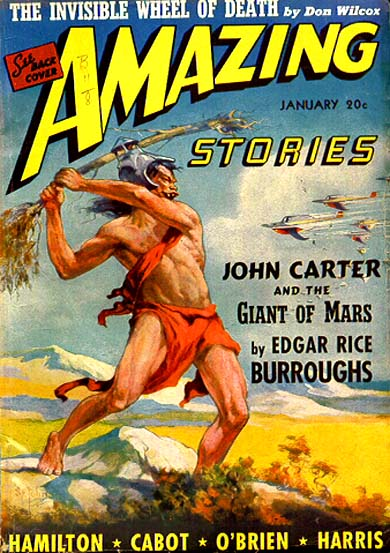
«Джон Картер і велетень з Марса» була розповіддю на обкладинці «Дивовижних історій» за січень 1941 року.

## Зовнішні посилання
- Запис ERBzine CHASER ENCYCLOPEDIA про Джона Картера з Марса
- Skeleton Men of Jupiter
- Текстовий файл «Джон Картер і велетень з Марса» в архіві проекту Gutenberg Australia Zip
- Текстовий файл «Люди-скелети Юпітера» в архіві проекту Gutenberg Australia Zip
- Сторінка проекту Едгара Райса Берроуза «Джон Картер і велетень з Марса»
- Сторінка проекту Едгара Райса Берроуза «Люди-скелети Юпітера»

Шаблон:Burroughs (books)Шаблон:Barsoom